# Heliophanus berlandi
Heliophanus berlandi är en spindelart som beskrevs av Lawrence 1937. Heliophanus berlandi ingår i släktet Heliophanus och familjen hoppspindlar. Inga underarter finns listade i Catalogue of Life.